# Eumênides (peça)
Eumênides é uma tragédia grega, de autoria de Ésquilo.
Faz parte da trilogia Oresteia, que inclui também as tragédias Agamemnon e Coéforas. Esta trilogia, que era seguida pelo drama satírico Proteu, já perdido, foi representada pela primeira vez em 458 a.C., nas Festas Dionisíacas de Atenas, onde ganhou o primeiro prêmio.

## Sumário
Orestes, Apolo e as Erínias vão ao Areópago ateniense para serem julgados pela deusa Atena e os atenienses. A questão é se o fato de Orestes ter assassinado a própria mãe, Clitemnestra, torna-o merecedor do tormento infligido pelas Erínias.
A votação do julgamento termina empatada, mas a deusa Atena dá seu voto final, desempatando a favor de Orestes. Daí vem a expressão Voto de Minerva.